# Echipa națională de fotbal a Rwandei
Echipa națională de fotbal a Rwandei reprezintă statul în competițiile fotbalistice și este controlată de Federația Rwandeză de Fotbal, forul ce guvernează acest sport în Rwanda. S-a calificat o singură data la Cupa Africii pe Națiuni, în 2004. Nu s-a calificat la nici o ediție a Campionatului Mondial.

## Campionate mondiale
- 1930 până în 1986 - nu a intrat
- 1990 - a renunțat
- 1994 - nu a intrat
- 1998 până în 2010 - nu s-a calificat

## Cupa Africii
- 1957 până în  1980 - nu a intrat
- 1982 până în  1984 - nu s-a calificat
- 1986 - nu a intrat
- 1988 - a renunțat
- 1990 până în  1998 - nu a intrat
- 2000 până în  2002 - nu s-a calificat
- 2004 - Prima rundă
- 2006 până în  2010 - nu s-a calificat

## Palmares
Cupa CECAFA
- Campioni: 1998
- Finaliști: 2003, 2005, 2007, 2009
- Locul 3: 2001, 2002, 2006

## Antrenori
| Nume              | Din  | Până în |
| ----------------- | ---- | ------- |
| Ratomir Dujković  | 2001 | 2004    |
| Roger Palmgren    | 2004 | 2005    |
| Michael Nees      | 2006 | 2007    |
| Josip Kuze        | 2007 | 2008    |
| Branko Tucak      | 2008 | 2009    |
| Eric Nhsimiyimana | 2009 | 2010    |
| Sellas Tetteh     | 2010 | prezent |

## Jucători notabili
- Claude Kalisa
- Désiré Mbonabucya
- Hamad Ndikumana
- Fritz Emeran
- Jimmy Mulisa